# Hanna Wróblewska

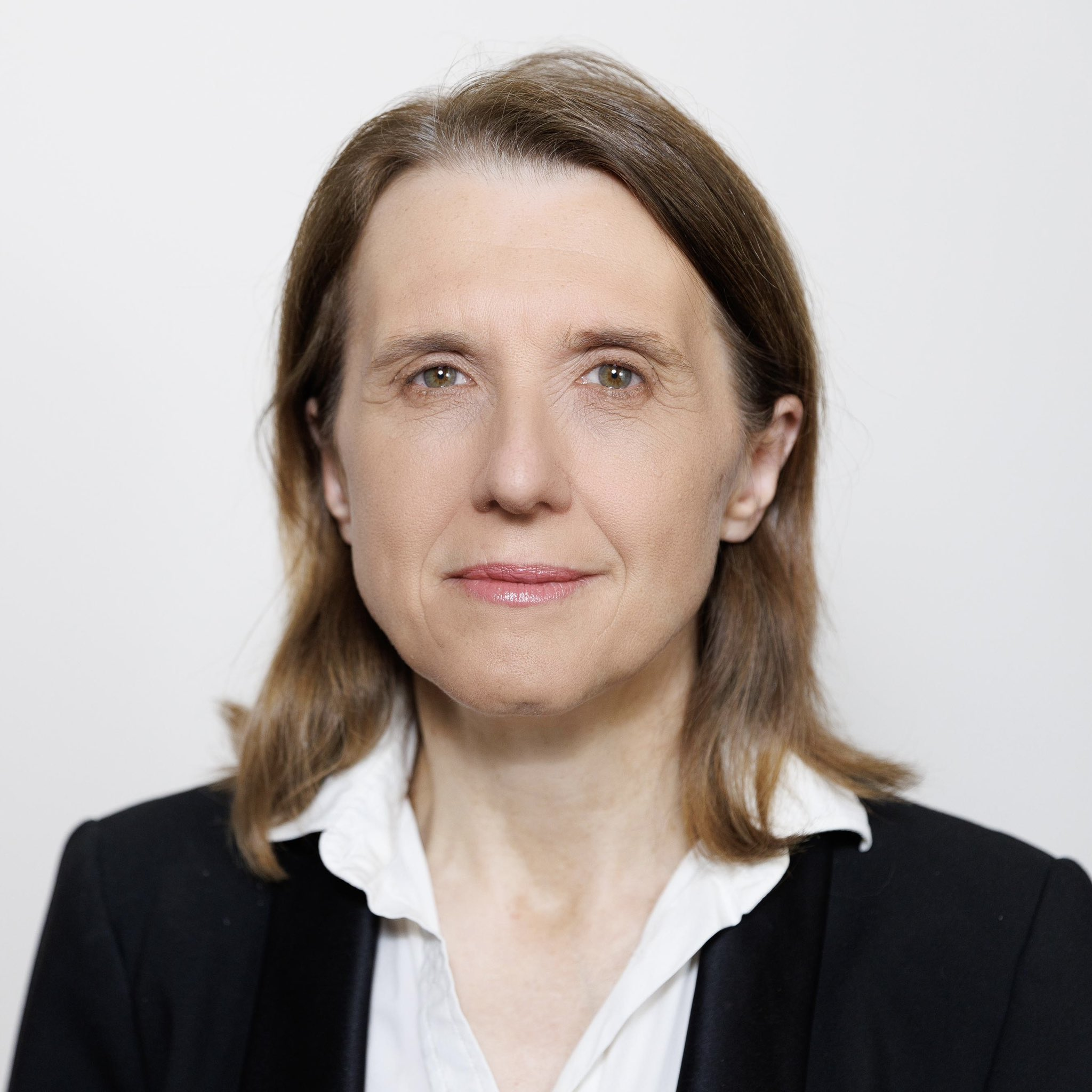
Hanna Wróblewska (2024)

Hanna Kamila Wróblewska (* 5. Juni 1968 in Olsztyn) ist eine polnische Kunsthistorikerin, Kuratorin und Museumsdirektorin. Sie war vom 13. Mai 2024 bis zum 23. Juli 2025 Ministerin für Kultur und Nationales Erbe im Kabinett Tusk III.

## Werdegang
Hanna Wróblewska erwarb an der Universität Warschau einen Abschluss in Kunstgeschichte. Ihre Ausbildung umfasste auch eine Reihe von internationalen Kursen, die ihr ermöglichten, die polnische Kunstszene zu prägen.
In den Jahren 2010 bis 2021 war Wróblewska Direktorin der polnischen Nationalen Kunstgalerie Zachęta. Bereits zuvor hatte sie dort Ausstellungen kuratiert. Von 2011 bis 2021 war sie zugleich Kommissarin des polnischen Pavillons auf der Kunstbiennale in Venedig.
Von 2022 bis 2023 war Wróblewska stellvertretende Direktorin für wissenschaftliche und Ausstellungsangelegenheiten am Museum des Warschauer Ghettos. Im Dezember 2023 übernahm sie im Ministerium für Kultur und Nationales Erbe die Leitung der Abteilung für nationale Kultureinrichtungen.
Am 13. Mai 2024 leistete Hanna Wróblewska als Nachfolgerin von Bartłomiej Sienkiewicz, der auf der Liste der Bürgerplattform für die Wahl zum Europäischen Parlament im Juni 2024 kandidierte, den Amtseid als Ministerin für Kultur und Nationales Erbe. Sie verlor ihr Ministeramt bei der Kabinettsumbildung am 23. Juli 2025; als Nachfolgerin übernahm Marta Cienkowska von Polska 2050 das Ministerium.

## Politische Positionen
Die Kulturpolitik der Regierung Tusk ist laut Wróblewska durch eine Verringerung der Kontrolle von Kunst- und Kultureinrichtungen durch das Ministerium, eine Stärkung der Position von Experten sowie durch umfassende Mitsprachemöglichkeiten des Publikums in den Programm- und Gemeinschaftsgremien aller öffentlichen Einrichtungen charakterisiert. Wróblewska erklärte, sie wolle sich zudem für eine Verbesserung der Arbeitsatmosphäre, eine Stärkung des Teamgeists und die Bekämpfung von Mobbing in den Institutionen einsetzen. Um die erforderlichen rechtlichen Änderungen und den Umfang der Umweltkonsultationen zu erörtern, plant sie in ihrem Ministerium die Einrichtung eines Beirats für künstlerische Einrichtungen.
In ihrem ersten öffentlichen Pressetermin als Ministerin kündigte Wróblewska an, die von ihrem Amtsvorgänger eingeleiteten Veränderungen u. a. bei den öffentlichen Medien fortsetzen zu wollen, auf eine transparente Finanzierung der Kultur hinzuarbeiten und diese universell und allgemein zugänglich zu machen. Für November 2024 sei als Ort des Dialogs und der inhaltlichen Reflexion über die zukünftige Gestaltung der polnischen Kultur ein Kulturkongress mit breiter Beteiligung geplant.

## Leitung der Zachęta
Im Jahr 2021 kündigte der damalige Kulturminister Piotr Gliński an, Wróblewskas Vertrag als Zachęta-Direktorin nicht verlängern zu wollen. Daraufhin setzten sich in einer Petition über tausend Personen aus Kunst und Kultur, unter ihnen die ehemaligen Zachęta-Direktorinnen Anda Rottenberg und Agnieszka Morawińska, der Autor und Journalist Andrzej Stasiuk sowie die Regisseurin Agnieszka Holland unter Verweis auf Wróblewskas außergewöhnliches Engagement und ihre herausragenden, auch in der internationalen Kunstszene anerkannten Kompetenzen für die Vertragsverlängerung ein. Gliński besetzte den Direktorenposten jedoch mit dem PiS-Kandidaten Janusz Janowski, einem Maler und Musiker ohne jegliche Erfahrung in der Museumsleitung. Im Dezember 2023 wurde Janowski mit einem Schreiben Wróblewskas in ihrer Eigenschaft als für nationale Kultureinrichtungen zuständige Abteilungsleiterin im Kulturministerium von seiner Aufgabe entbunden.

## Mitgliedschaften
Wróblewska ist Mitglied der Gesellschaft zur Förderung der schönen Künste und des polnischen Nationalkomitees des Internationalen Museumsrats (International Council of Museums ICOM). Seit 2011 ist sie Mitglied des Programmrats des Copernicus Science Centre.